# Werbkowice

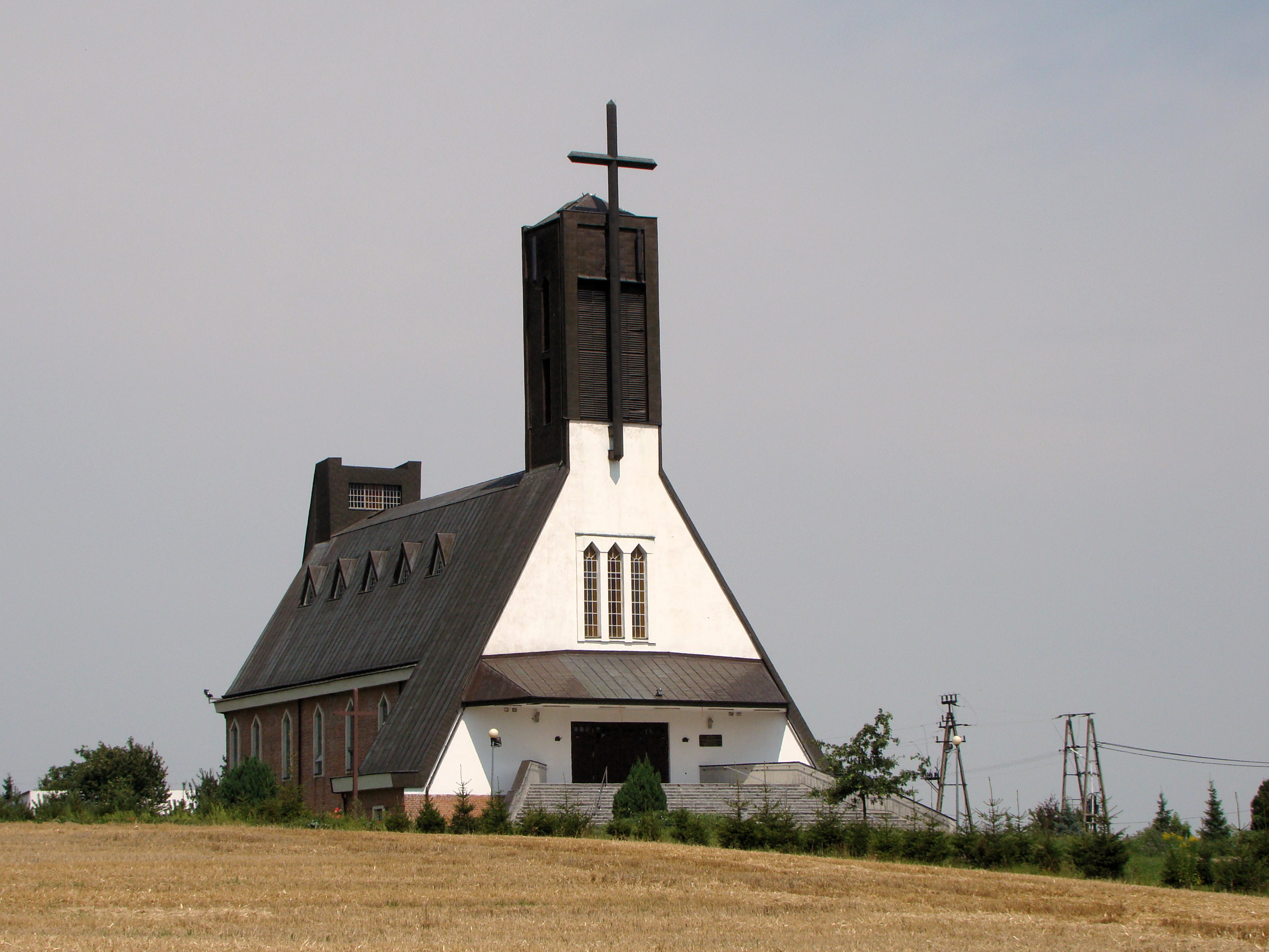
Kościół pod wezwaniem św. Michała Archanioła (kościół parafialny).

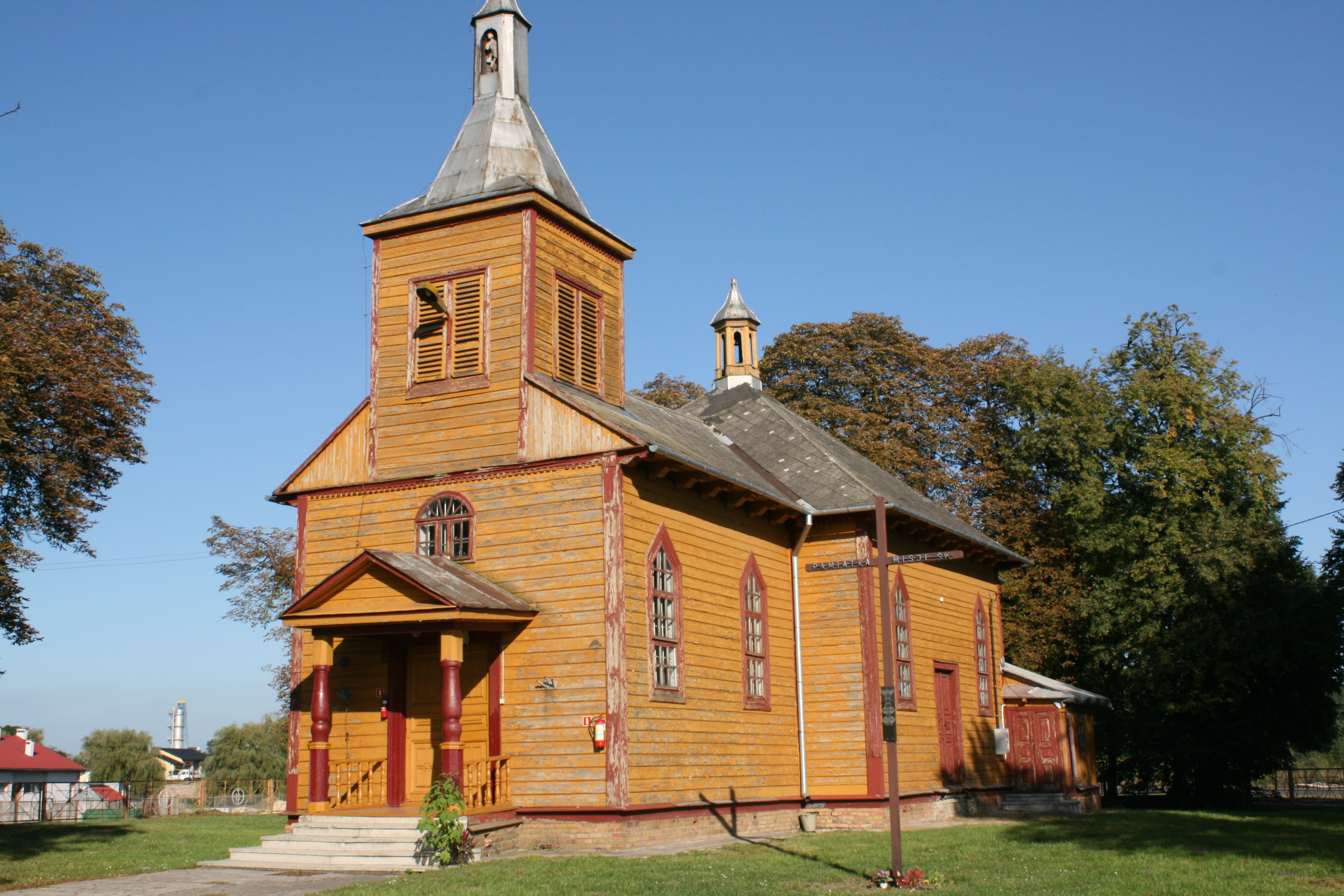
Kościół pod wezwaniem Wniebowzięcia Najświętszej Maryi Panny (dawna cerkiew prawosławna, obecnie kościół filialny).

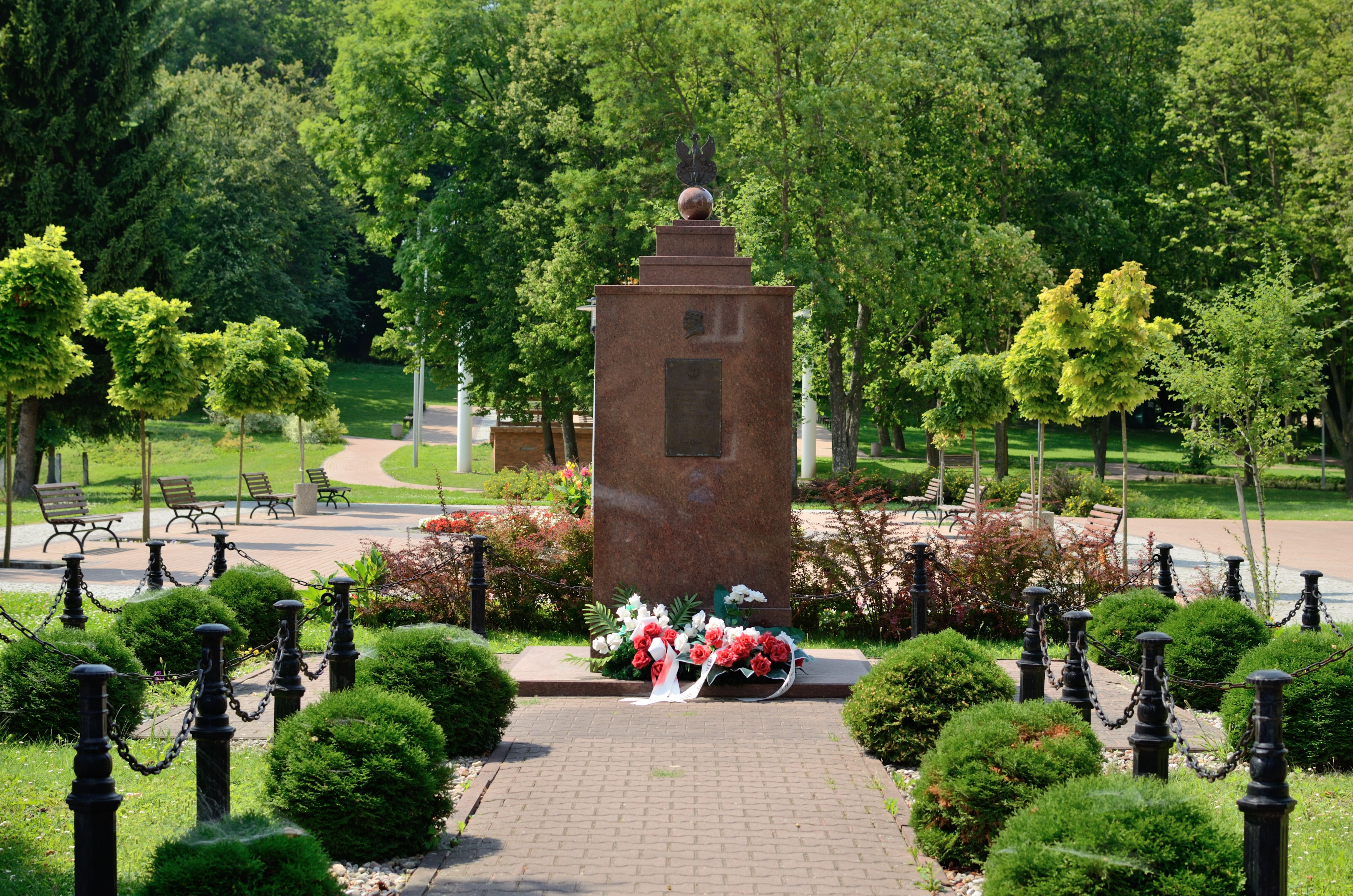
Pomnik na placu Józefa Piłsudskiego.

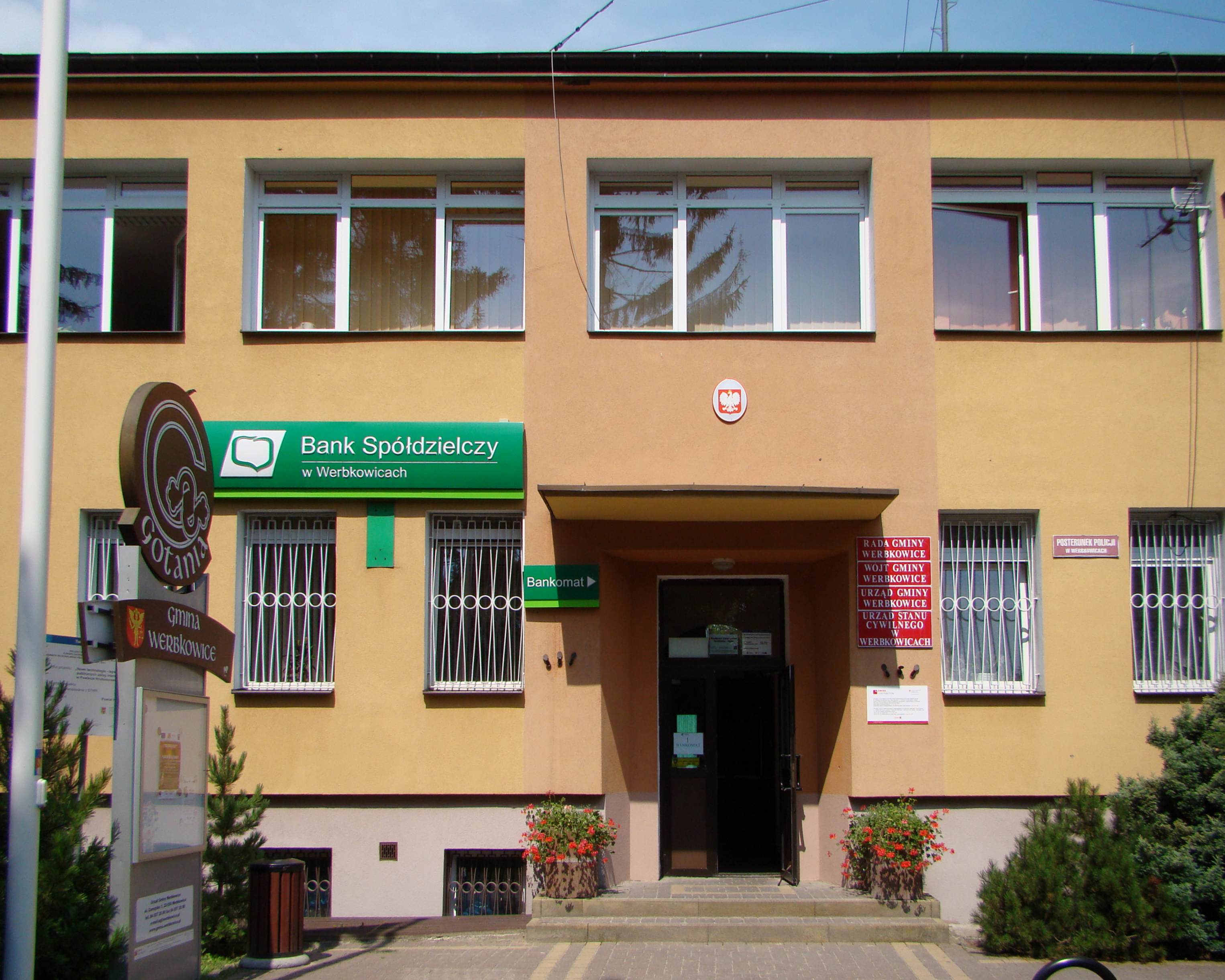
Urząd Gminy i Urząd Stanu Cywilnego.

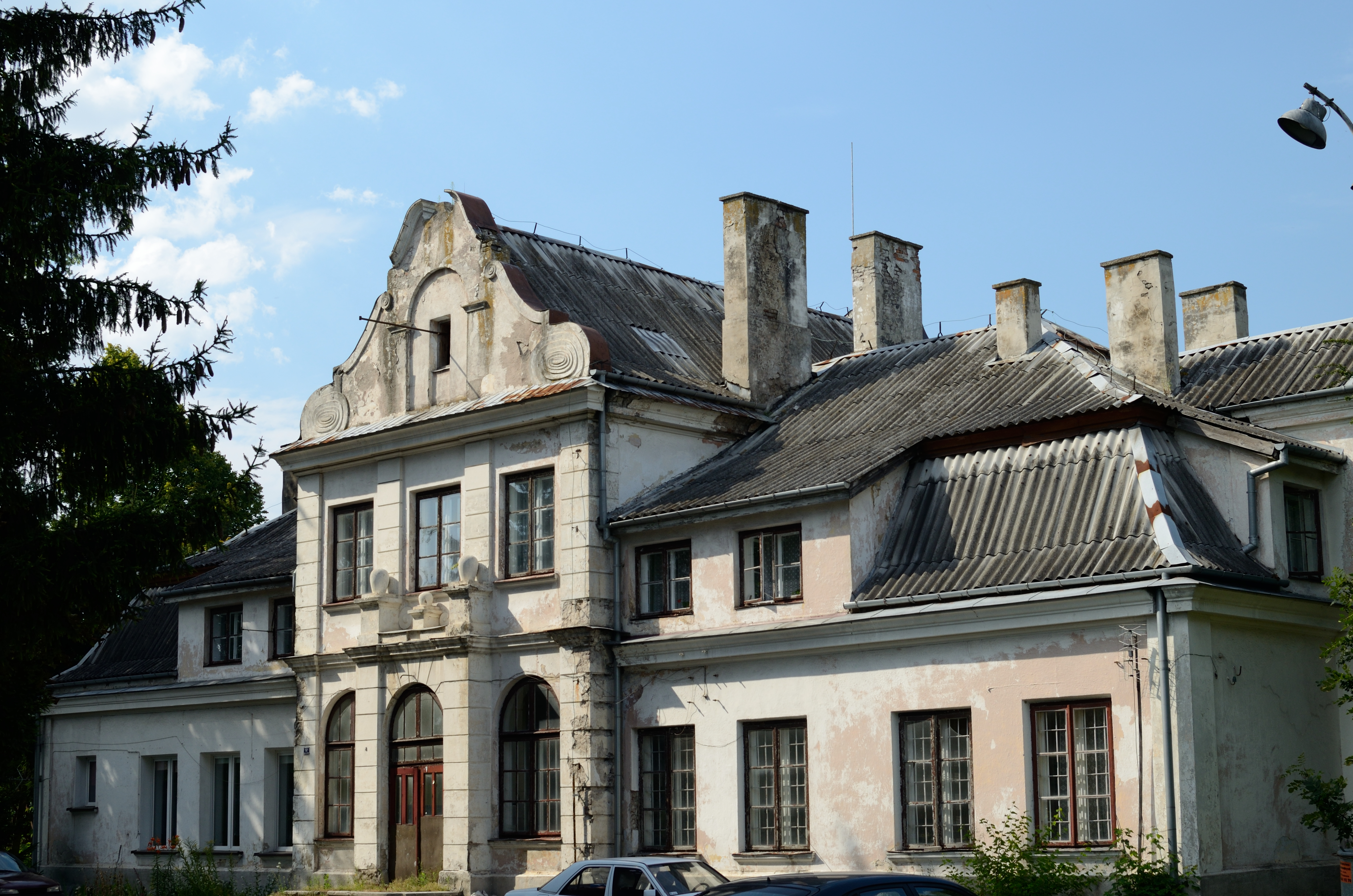
Stary dworzec kolejowy.

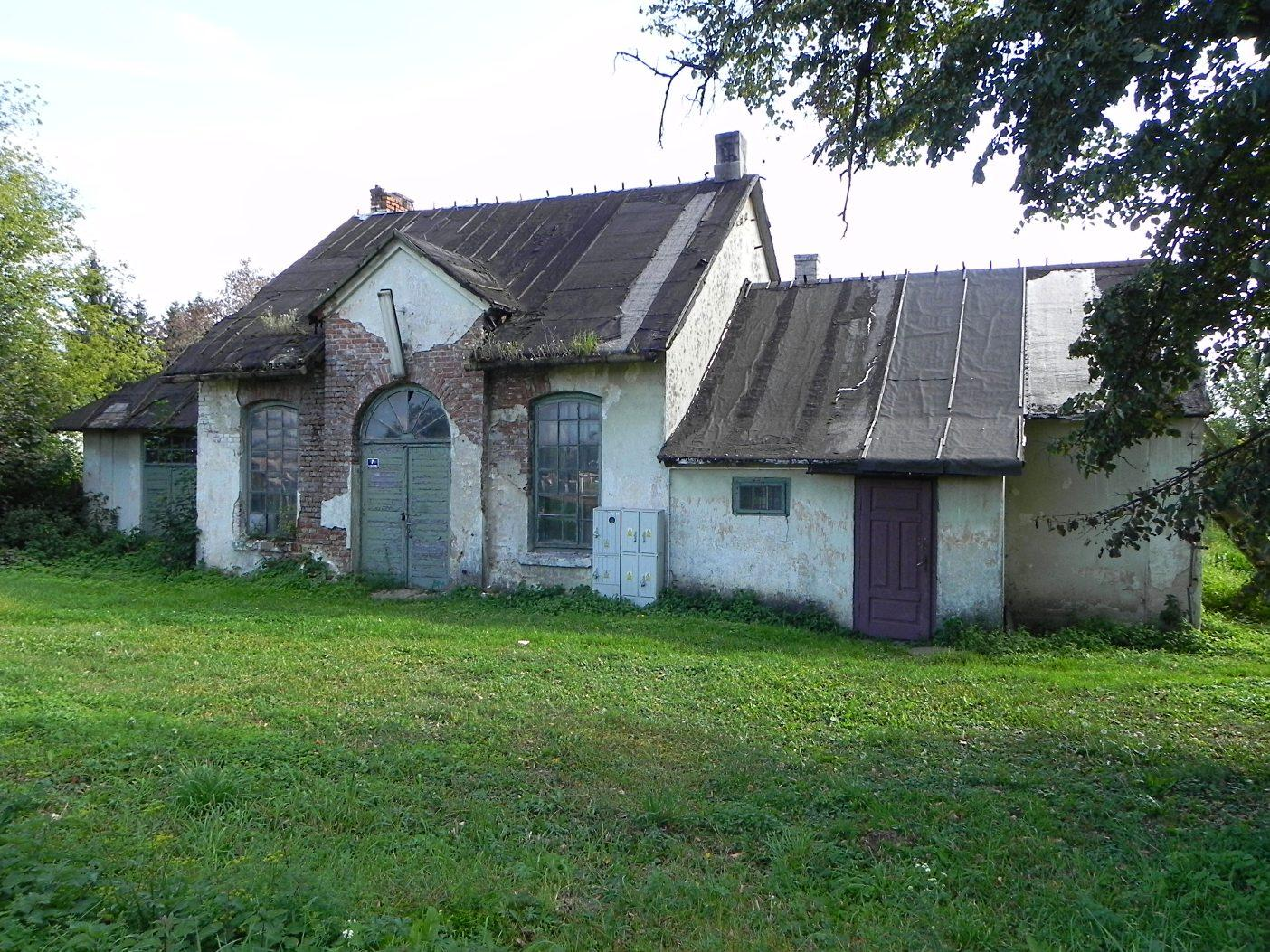
Stacja pomp i dróżniczówka Hrubieszowskiej Kolei Dojazdowej.

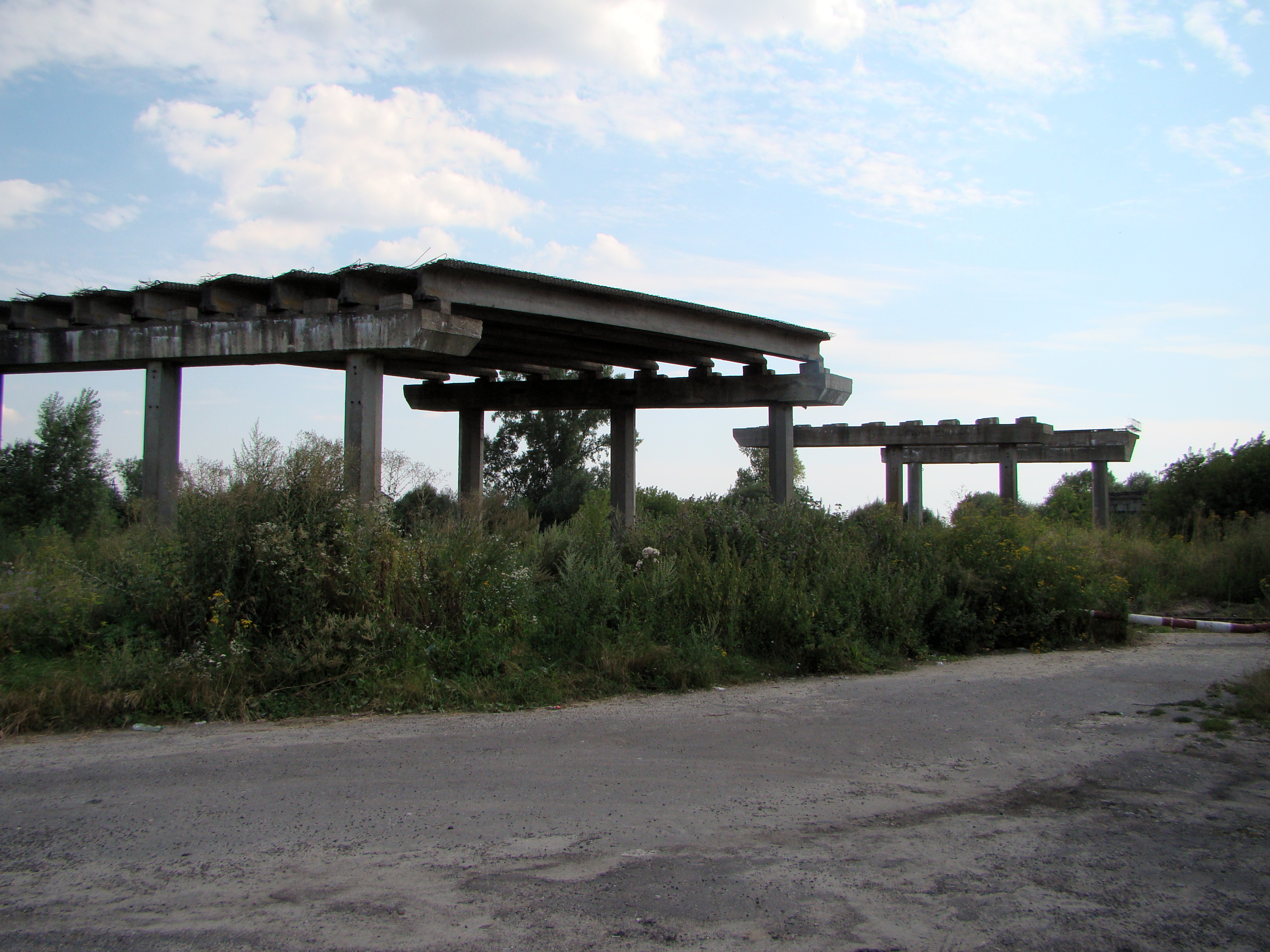
Niedokończony wiadukt.

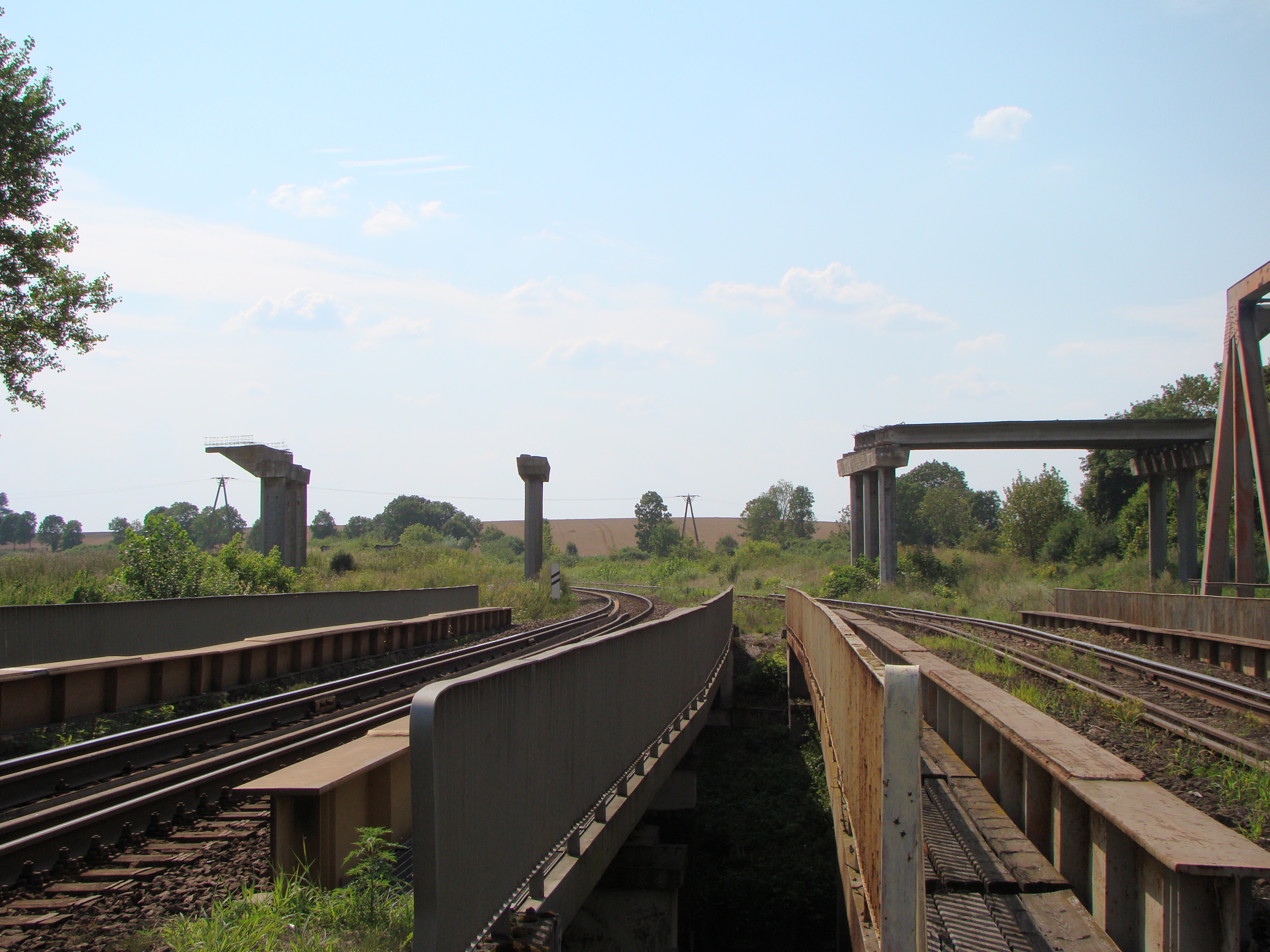
Most kolejowy nad rzeką Huczwą i niedokończony wiadukt w tle.

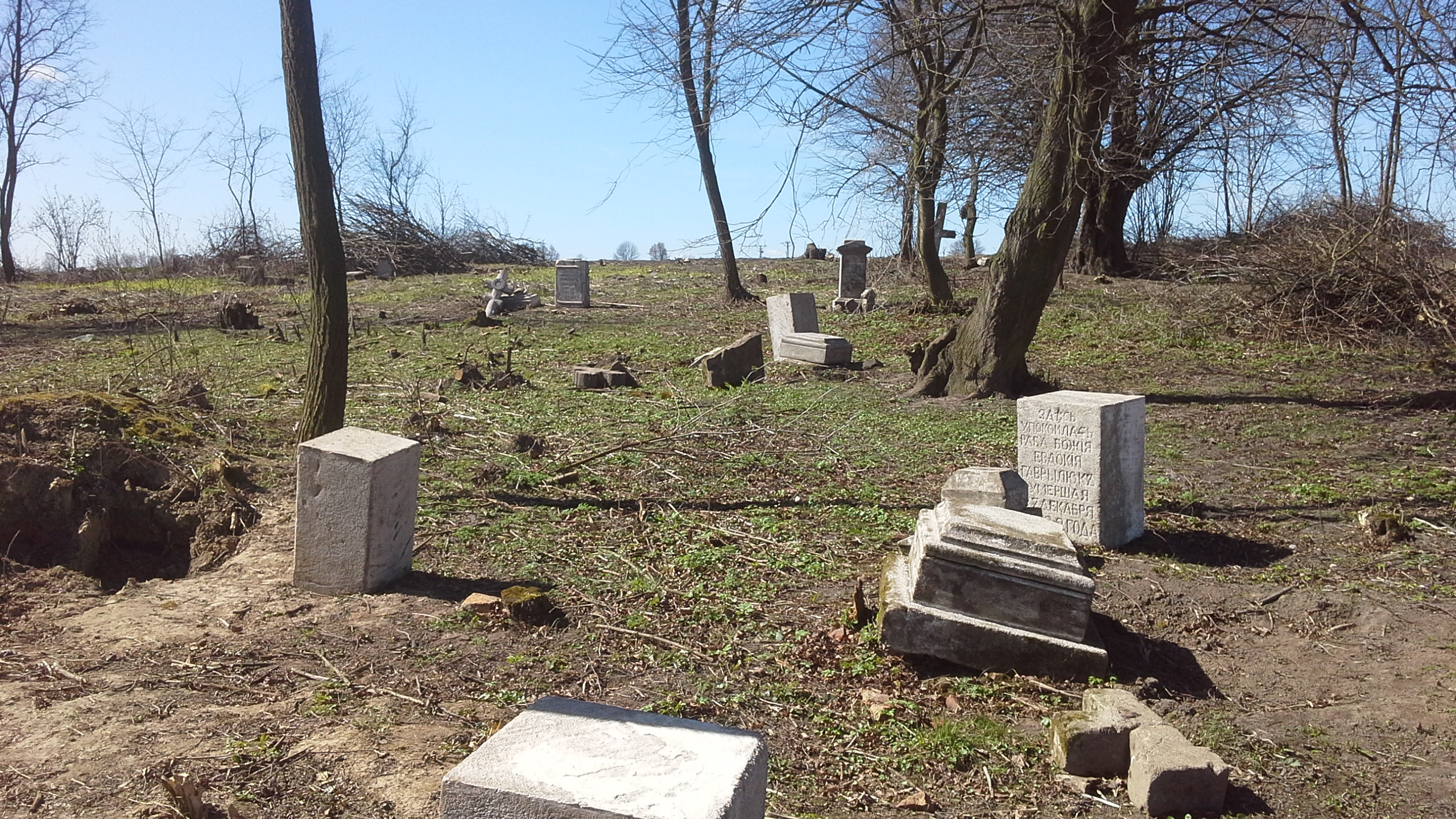
Cmentarz prawosławny podczas prac porządkowych w 2016.

Werbkowice (ukr. Вербковичі) – wieś w Polsce położona w południowo–wschodniej części województwa lubelskiego, w powiecie hrubieszowskim, w gminie Werbkowice.  Leży na zachód od Hrubieszowa, na obszarze Kotliny Hrubieszowskiej, głównie na lewym brzegu rzeki Huczwy. Przez miejscowość przebiega droga krajowa nr . 
W latach 1975–1998 wieś administracyjnie należała do województwa zamojskiego.
Wieś jest sołectwem, siedzibą gminy Werbkowice. Według Narodowego Spisu Powszechnego z roku 2011 wieś liczyła 2941 mieszkańców i była największą co do liczby ludności miejscowością gminy.
Wieś jest siedzibą rzymskokatolickiej parafii św. Michała Archanioła w Werbkowicach. Działalność prowadzi tu również zielonoświątkowy Kościół Jezusa Chrystusa w Werbkowicach.

## Nazwa
Nazwa „Werbkowice” związana jest z ówczesną florą miejscowości i wywodzi się od słowa wierzba. Jej odpowiednikiem języku ruskim jest słowo verba, verbka. Aktualnie w takim brzmieniu słowo jest obecne w języku ukraińskim w formie верба, wierba. Ponadto na Śląsku dość znany był ród Wrbskych, co w brzmieniu dzisiejszym należałoby pisać jako Wierzbiccy lub Wierzbowscy.

## Historia
Badania archeologiczne wskazują, że pierwsze ślady osadnictwa sięgają tu nawet 5500 lat p.n.e. W wyniku badań w ramach Archeologicznego Zdjęcia Polski na terenie miejscowości odkryto 33 stanowiska (punkty osadnicze). Najstarszy zabytek, niewielki fragment glinianego naczynia, pochodzi z wczesnego neolitu. Znacznie większy materiał pochodzi z 3800-3100 r. p.n.e. Są to fragmenty charakterystycznych dla kultury wołyńsko-lubelskiej ceramicznych malowanych naczyń. Znaleziono również brązową grecką monetę pochodzącą z około 330 r. p.n.e. z Syrakuz. Sama miejscowość powstała w VII-VIII wieku.
Pierwsza wzmianka pisana o Werbkowicach pochodzi z 1394, kiedy to wieś została wspomniana jako jedna z miejscowości nowo powstałej parafii w Grabowcu. XV-wieczne Werbkowice były wsią średniej wielkości. Rejestr poborowy z roku 1472 notował w Werbkowicach 4 łany użytków rolnych, młyn o dwóch kołach, zapewne wodny oraz karczmę. Pierwszymi właścicielami wsi była szlachta mazowiecka przybyła na te tereny wskutek rozdawania ziem. Najwcześniejszym właścicielem, w 1401 roku, był Micz, a następnie w 1431 roku - Aleksander. Od połowy XV wieku wieś należała do Jana, Jakuba Śmietanki herbu Korczak, Aleksandra oraz Aleksandry Niedospijskiej. Na początku XVI wieku dziedzicem był Paweł Komorowski, a po nim Piotr Ścibor. W 1578 roku wieś należała do Agnieszki Mireckiej i Piotra Stabrowskiego. Wówczas Werbkowice liczyły 3 łany użytków, 5 zagrodników, 4 komorników oraz 1 rzemieślnika.
Informacja jakoby w I poł. XVII wieku właścicielami wsi byli Zamoyscy odnosi się do Wirkowic. W 1664 roku Werbkowice należały do Andrzeja Wiśniowskiego herbu Prus I. W 1690 w Werbkowicach została erygowana, przez Aleksandra Łaszcza i jego żonę – Katarzynę z Firlejów – cerkiew unicka i szkoła początkowa. W latach 1753–1767 roku dobra, wniesione w posagu przez Mariannę z Firlejów, należały do Karola Sapiehy. W drugiej połowie XVIII wieku dziedzicami części wsi byli Michał Grabowiecki oraz Antoni Gołuchowski, po którym wieś przejęli: Kempisty, Hryniewiecki, Małachowski, Sierakowski i Wojciechowski. W latach 1773–1788 wieś była w posiadaniu Teodora Szydłowskiego. W 1793 roku sprzedał on Werbkowice za 120 tys. złotych polskich Adamowi Kazimierzowi Szydłowskiemu herbu Lubicz.
Po Adamie majątek mocno zaniedbany odziedziczył w 1842 roku syn Antoni. W połowie XIX wieku Werbkowice zasłynęły z hodowli owiec. Owczarnia ówczesnego właściciela wsi była jedną z pierwszych i największych w Królestwie Polskim. W roku 1848 liczyła 1945, a w 1860 – 2267 owiec. Od 1872 w Werbkowiach wydobywano torf, którego pokłady sięgały miejscami ponad 3 m. W drugiej połowie XIX wieku powstały: szkoła, gorzelnia, dwa młyny, cegielnia oraz olejarnia. W 1864 Antoni Szydłowski wzniósł nową unicką cerkiew we wsi. W 1875, po likwidacji unickiej diecezji chełmskiej, stała się ona siedzibą parafii prawosławnej.
W 1916 przez Werbkowice przeprowadzono kolej wąsko- i normalnotorową, a 12 lat później wybudowano dworzec kolejowy i stację pomp. Obecnie przebiega tamtędy, prowadzący do granicy z Ukrainą, tor Linii Hutniczej Szerokotorowej (LHS). 7 listopada 1919, odłączając się od parafii w Grabowcu, powstała osobna parafia rzymskokatolicka w Werbkowicach. Po I wojnie światowej miały tu miejsce liczne parcelacje majątków ziemskich. W 1919 unicką cerkiew przejął Kościół rzymskokatolicki. W 1926 roku 15,58 ha kupił Skarb Państwa z przeznaczeniem na rozbudowę torów kolejowych.
Na początku XX wieku Werbowice należały do Elżbiety Richthofen-Szydłowskiej, a następnie do Edwarda Chrzanowskiego herbu Poraj. Ostatnimi właścicielkami były Teresa Chrzanowska, żona Wincentego Rulikowskiego i jej córka Wincentyna. W 1939 w Werbkowicach żyło 1845 osób. W czasie okupacji w 1943 roku majątek na krótko przejęło Generalne Gubernatorstwo, a w roku 1946 dobra o powierzchni 1085,34 ha przejęto na rzecz Skarbu Państwa. 6 kwietnia 1946 roku oddziały Ukraińskiej Powstańczej Armii, przy współpracy ze Zrzeszeniem Wolność i Niezawisłość, napadły na miejscowość, rozbrajając placówki ludowego Wojska Polskiego. Po II wojnie światowej w byłym majątku i pałacu Antoniego Szydłowskiego został utworzony jeden z Zakładów Doświadczalnych należących do Instytutu Uprawy Nawożenia i Gleboznawstwa, powstałego w 1950 i mającego swoją siedzibę w Puławach.
Ze względu na żyzne gleby, sprzyjające uprawie buraka cukrowego, w 1963 w Werbkowicach uruchomiono najnowocześniejszą wówczas i jedną z największych w kraju cukrownię (dzisiaj jeden z oddziałów Krajowej Spółki Cukrowej S.A.). Fabryka stała się kolejnym, bardzo silnym impulsem do rozwoju miejscowości – dawała zatrudnienie, czym przyciągała ludzi, dla których budowano nowe osiedla.
17–22 kwietnia 1978 odbyła się we wsi VII Międzynarodowa Sesja Studentów Archeologii, co było związane z prowadzonymi pracami archeologicznymi w tym rejonie kraju. W latach 1987–1989 wybudowano w Werbkowicach młyn gospodarczy. W 2006 roku młyn sprzedano w ręce prywatne, a jego właścicielami zostali Władysław Brzozowski oraz Wojciech Goławski.

## Demografia
W 1827 Werbkowice liczyły 60 domostw i 346 mieszkańców. Obecnie Werbkowice są dużą miejscowością. W 2001 roku liczyły one 350 domów i 3100 mieszkańców, a pod koniec 2006 roku 3053 mieszkańców.Według Narodowego Spisu Powszechnego (III 2011 r.) wieś liczyła 2941 mieszkańców. W 2016 wieś liczyła 2867 mieszkańców i była największą miejscowością gminy Werbkowice.
- Populacja mieszkańców Werbkowic w latach 1998–2021[20].

- Piramida wieku mieszkańców Werbkowic w 2002 roku[20].

## Zabytki
Zabytki nieruchome zapisane w NID:
- Cerkiew prawosławna, obecnie kościół rzymskokatolicki parafia pw. NMP i św. Michała (drewniany, 1870) dzwonnica drewniana, cmentarz kościelny – A/302 z 24.10.1984
- Pałac (1 poł. XIX) – 205/56 z 9.05.1957 oraz zespół pałacowy: oficyna, rządcówka, stajnia, ogrodzenie z bramą wjazdową, park – A/174 z 14.07.1977
- Układ komunikacyjny kolejki wąskotorowej Werbkowice-Hrubieszów (1915) – A/502 z 27.11.1992

Gminny program ochrony zabytków wymienia dodatkowo zabytki:
- Szkoła (ul. Kopernika 28), murowana, 1890 r.
- Szkoła murowana, lata 1926–1928
- Dworzec kolejowy, murowany, 1928 r.
- Magazyn węgla przy dworcu, 1. połowa XX w.
- Stacja pomp przy dworcu, 1928 r.
- Wieża ciśnień, 1945 r.
- Figura MB Niepokalanego Poczęcia, kamienna, 1770 r.
- Figura św. Jana Nepomucena, kamienna, XIX w.
- Figura św. Jana Nepomucena, kamienna, 1908 r.
- Cmentarz grzebalny, czynny – XIX w.
- Cmentarz prawosławny, nieczynny – XIX w.
- Stanowiska archeologiczne

## Sport
W Werbkowicach funkcjonuje Międzyzakładowy Ludowy Klub Sportowy Kryształ Werbkowice – amatorski klub piłkarski, założony w 1973 roku. Obecnie (sezon 2023/2024) drużyna seniorów gra w IV lidze, grupie lubelskiej. Piłkarze Kryształu Werbkowice rozgrywają mecze na stadionie Gminnego Ośrodka Sportu i Rekreacji w Werbkowicach o pojemności 2500 miejsc.